# Giancarlo Raimondi
Pour les articles homonymes, voir Raimondi.
Giancarlo Raimondi (né le 28 novembre 1972 à Milan), est un coureur cycliste italien.

## Biographie
Professionnel de 1997 à 2001, Giancarlo Raimondi a obtenu au cours de sa carrière cinq victoires.

## Palmarès

### Palmarès amateur
- 1991
  - 3e de la Coppa Ardigò
- 1992
  - Trophée Raffaele Marcoli
- 1993
  - Trophée Stefano Fumagalli
  - Circuito Guazzorese
- 1994
  - Trophée Stefano Fumagalli
  - Trophée Raffaele Marcoli
  - Grand Prix Agostano
- 1995
  - Coppa Città di Melzo
  - 5ea étape du Tour de Navarre
  - 3e de Vicence-Bionde
- 1996
  - Gran Premio San Gottardo
  - Circuito Alzanese
  - Trofeo Comune di Piadena
  - 2e de la Medaglia d'Oro Città di Monza
  - 3e de Milan-Tortone

### Palmarès professionnel
- 1997
  - 3e étape du Tour des Asturies
- 1998
  - 11e étape du Tour du Portugal
  - 3e du Tour du Frioul
- 1999
  - Coppa Bernocchi
- 2000
  - 2e étape du Tour du Portugal
  - 4e étape des Quatre Jours de Dunkerque

## Résultats sur les grands tours

### Tour d'Italie
1 participation
- 1998 : hors délais (17e étape)

### Tour d'Espagne
4 participations
- 1997 : abandon (17e étape)
- 1998 : 96e,  vainqueur du classement des sprints "meta volantes"
- 1999 : 103e
- 2000 : abandon (13e étape)